# ألونا فومينا
ألونا فومينا (بالروسية: Алёна Сергеевна Фомина)‏ مواليد 5 يوليو 1989 في سيفاستوبول، الاتحاد السوفيتي، هي لاعبة كرة مضرب أوكرانية وتحتل حالياً المرتبة 892 (21 مارس 2016) في تصنيف رابطة محترفات كرة المضرب. أعلى تصنيف لها في الفردي كان 578. أعلى تصنيف لها في الزوجي كان 200.

## النهائيات

### الفردي (1–0)
| الحصيلة | الرقم | التاريخ      | الدورة        | الأرضية | المنافس      | النتيجة  |
| ------- | ----- | ------------ | ------------- | ------- | ------------ | -------- |
| الفوز   | 1.    | 4 أغسطس 2014 | تلاوي، جورجيا | ترابية  | سراي سترنباش | 6–4, 6–2 |

## روابط خارجية
- ألونا فومينا على موقع رابطة محترفات التنس (الإنجليزية)
- ألونا فومينا على موقع الاتحاد الدولي لكرة المضرب (الإنجليزية)
- ألونا فومينا على موقع خلاصة التنس.كوم (الإنجليزية)
- ألونا فومينا على موقع إي إس بي إن.كوم (الإنجليزية)